# Phường 14, Quận 10
Phường 14 là một phường thuộc Quận 10, Thành phố Hồ Chí Minh, Việt Nam.

## Địa lý
Phường 14 nằm gần trung tâm Quận 10, có vị trí địa lý:
- Phía đông giáp Phường 12 và Phường 15 với ranh giới là đường Thành Thái
- Phía tây giáp Quận 11 với ranh giới là đường Lý Thường Kiệt
- Phía nam giáp Phường 6, Phường 7 và Phường 8 với ranh giới là đường 3 tháng 2
- Phía bắc giáp quận Tân Bình với ranh giới là đường Bắc Hải.

Phường có diện tích 1,27 km², dân số năm 2021 là 32.529 người,  mật độ dân số đạt 25.613 người/km².
Phường là nơi đặt trụ sở nhiều cơ quan hành chính quan trọng của Quận 10 như: Ủy ban Nhân dân và Hội đồng Nhân dân.

## Lịch sử
Dưới thời Pháp thuộc, địa bàn Phường 14 hiện nay ban đầu là một phần làng Hòa Hưng, tổng Dương Hòa Thượng, tỉnh Gia Định. Thôn Hòa Hưng lúc bấy giờ nằm giáp ranh hai thành phố Sài Gòn và Chợ Lớn. Về sau, chính quyền thực dân Pháp nhập làng Hòa Hưng với làng Thạnh Hòa cùng thuộc tổng Dương Hòa Thượng thành làng Chí Hòa. Tuy nhiên sau đó một phần làng Chí Hòa (bao gồm địa bàn Phường 14 ngày nay) lại được sáp nhập vào khu Sài Gòn – Chợ Lớn. Đến năm 1942, Toàn quyền Đông Dương chia khu Sài Gòn – Chợ Lớn thành 18 hộ, Phường 14 thuộc khu vực hộ 6 Chợ Lớn. Đầu năm 1952, theo Sắc lệnh số 104-NV, 18 hộ được chia lại thành 7 quận đánh số từ 1 đến 7, Phường 14 lúc này thuộc Quận 4.
Năm 1959, chính quyền Việt Nam Cộng hòa phân chia lại các quận thuộc đô thành Sài Gòn, địa bàn phía bắc kênh Tàu Hủ của Quận 4 được lập thành Quận 5; cũng theo nghị định này, phường Nguyễn Tri Phương thuộc Quận 5 được thành lập. Đến năm 1969, phường Nguyễn Tri Phương chuyển sang trực thuộc Quận 10 mới thành lập. Lúc bấy giờ phường được chia thành 5 khóm: 5, 6, 7, 8, 11. Năm 1976, phường Nguyễn Tri Phương giải thể để thành lập các phường mới thuộc Quận 10, trong đó khóm 11 cũ được đổi thành Phường 20.
Ngày 14 tháng 2 năm 1987, theo Quyết định số 33-HĐBT của Hội đồng Bộ trưởng, Phường 20 được đổi tên thành Phường 14 như hiện nay.